# Salangen
Salangen (en sami septentrional: Siellága) és un municipi situat al comtat de Troms, Noruega. Té 2,230 habitants (2016) i la seva superfície és de 458.00 km².
El municipi està situat al llarg del Sagfjorden al centre-sud del comtat de Troms og Finnmark. El municipi és majoritàriament format per zones costaneres de tot el fiord, així com algunes valls interiors. Salangen és la llar de població de ratpenats més septentrional del món.

## Informació general
Salangen es va establir l'1 de gener de 1871, quan es va separar del municipi d'Ibestad. La població inicial de Salangen era de 1384. L'1 de gener de 1964, el municipi de Lavangen (població: 1677) es va fusionar amb Salangen. El nou Salangen tenia 4.288.
L'1 de gener de 1977, però, el districte Lavangen (excepte per Lavangsnes) es va separar de Salangen per formar un municipi separat un cop més. Després de la separació, Salangen va quedar amb 2.611 residents.

### Nom
El municipi deu el seu nom al fiord de Salangen (nòrdic antic: Selangr). El primer element és selr que significa "segell" i l'últim element és angr que significa "fiord".

### Escut d'armes
L'escut d'armes és modern. Se'ls hi va concedir el 2 de desembre de 1985. Els braços mostren un segell sobre un fons blau.

### Esglésies
L'Església de Noruega té una parròquia (sokn) dins del municipi de Salangen. És part del deganat Indre Troms a la Diòcesi de Nord-Hålogaland.
| Parròquia (Sokn) | Nom de l'església    | Localització de l'església | Any de construcció |
| ---------------- | -------------------- | -------------------------- | ------------------ |
| Salangen         | Església de Salangen | Sjøvegan                   | 1981               |
| Salangen         | Capella d'Elvenes    | Elvenes                    | 1959               |

## Geografia
El municipi es troba a la part sud del comtat de Troms og Finnmark, a l'extrem nord-oriental de l'Astafjorden. El municipi d'Ibestad es troba a l'oest de Salangen, connectades pel pont de Mjøsund; el municipi de Lavangen es troba al sud; Bardu a l'est; i Dyrøy i Sørreisa al nord.

### Geologia
La zona en si és part de l'orogènia Caledonian format part d'una sèrie de Nappes que s'executen avall de la costa de Noruega. Aquests mantells es van transformar com a resultat de la subducció parcial per sota de Laurentia durant la primera meitat del Paleozoic. En una escala menor, el municipi es troba principalment en quarsita (conegut com a Sjøvegan quarsita local i regional com a Bø quarsita). Als turons al sud, hi ha granat ric esquist (conegut com a Trollvannet esquist).
A l'altre costat del llac de Nervatnet i cap al poble de Strokkenes, granit dins de marbre està present (marbre Höglund i Strokkenes granit). Aquest granit és Leucratic, un signe indicatiu de granit ficat dins d'un esdeveniment orogènic formació de muntanyes.

### Clima
| Dades climàtiques a Salangen             | Dades climàtiques a Salangen | Dades climàtiques a Salangen | Dades climàtiques a Salangen | Dades climàtiques a Salangen | Dades climàtiques a Salangen | Dades climàtiques a Salangen | Dades climàtiques a Salangen | Dades climàtiques a Salangen | Dades climàtiques a Salangen | Dades climàtiques a Salangen | Dades climàtiques a Salangen | Dades climàtiques a Salangen | Dades climàtiques a Salangen |
| Mes                                      | gen                          | febr                         | març                         | abr                          | maig                         | juny                         | jul                          | ag                           | set                          | oct                          | nov                          | des                          | anual                        |
| ---------------------------------------- | ---------------------------- | ---------------------------- | ---------------------------- | ---------------------------- | ---------------------------- | ---------------------------- | ---------------------------- | ---------------------------- | ---------------------------- | ---------------------------- | ---------------------------- | ---------------------------- | ---------------------------- |
| Mitjana diària °C (°F)                   | −6.1 (21)                    | −5.3 (22.5)                  | −2.5 (27.5)                  | 1.4 (34.5)                   | 6.7 (44.1)                   | 10.7 (51.3)                  | 12.9 (55.2)                  | 11.8 (53.2)                  | 7.2 (45)                     | 2.6 (36.7)                   | −2 (28)                      | −2 (28)                      | 2.7 (36.9)                   |
| Precipitació mitjana mm (polzades)       | 88 (3.46)                    | 86 (3.39)                    | 65 (2.56)                    | 57 (2.24)                    | 48 (1.89)                    | 58 (2.28)                    | 69 (2.72)                    | 77 (3.03)                    | 96 (3.78)                    | 121 (4.76)                   | 97 (3.82)                    | 98 (3.86)                    | 960 (37.8)                   |
| Font: Norwegian Meteorological Institute |                              |                              |                              |                              |                              |                              |                              |                              |                              |                              |                              |                              |                              |